# 利亚内斯
利亚内斯，是西班牙阿斯图里亚斯的一个市镇。总面积264平方公里，总人口13276人（2001年），人口密度50人/平方公里。